# 流山電気鉄道クハ50形電車
流山電気鉄道クハ50形電車（ながれやまでんきてつどうクハ50がたでんしゃ）は、流山電気鉄道および後の流山電鉄・総武流山電鉄（現、流鉄）が1955年から1975年にかけて導入した電車（制御車）である。
本項では1963年および1975年に導入され、導入経緯から本形式の一部が同形車両となっている制御電動車のモハ1000形電車についても記述する。
本形式はクハ51 - 53・55の4両が在籍したが、4両とも導入経緯・形態が異なり、前面が3枚窓で側面に片側3扉の片開き客用扉を持つこと程度しか共通点はない。モハ1000形はモハ1001・1002の2両が在籍し、導入経緯からモハ1001はクハ52、モハ1002はクハ55と同形である。このため、モハ1000形についても本形式の同形車両の記述に併記する。

## 各車略歴
譲受後の経緯については流鉄流山線#電化後の車両（戦前・終戦直後製造車両）も参照。

### クハ51
1955年に日本国有鉄道（国鉄）からクハ5600形クハ5601（元豊川鉄道クハ60形クハ62）を譲受したもの。主にモハ105と編成を組んでいた。1970年に休車となり、1970年代後半には廃車となった。

### クハ52・モハ1001

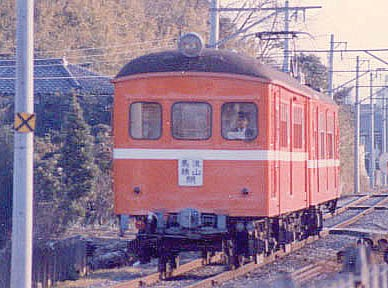
クハ52（1983年12月）

1963年に西武鉄道（西武）から クハ1211形1213・1212（元武蔵野鉄道デハ1320形1323・1321）を譲受したもの。クハ1212については譲受に際して再び電装品を搭載し制御電動車のモハ1001となった。クハ52は同年3月30日付、モハ1001は同年12月27日付の譲受。導入後はこの2両で編成を組んでいたが、モハ1001は1981年6月8日付でクハ53・55ともに廃車となった。残存したクハ52は同時に編成相手が廃車となったモハ1002と編成を組んだ後、1988年1月8日付でモハ1002とともに廃車となった。

### クハ53
流山電鉄時代の1969年8月7日付けで富士急行からロハ901（元青梅電気鉄道モハ103）を譲受したもの。主にモハ1101と編成を組んでいたが、1981年6月8日付でモハ1001・クハ55とともに廃車となった。

### クハ55・モハ1002

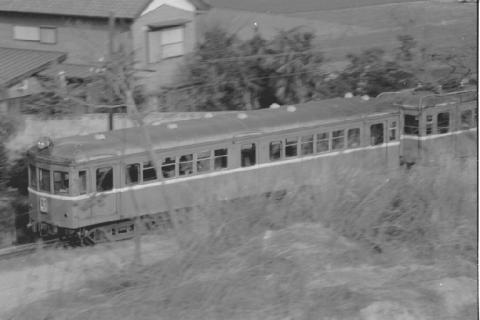
クハ55
（鰭ヶ崎 - 平和台間 1978年3月）

老朽化が著しいモハ100形の代替を目的として、総武流山電鉄時代の1975年8月1日付で東濃鉄道からクハ211・モハ111（元西武クハ1156・クモハ155）を譲り受け、クハ55・モハ1002として導入した。導入に際しては制御装置を間接非自動制御器から国鉄制式の電空カム軸式間接自動制御器CS5へ換装し、その他側窓のアルミサッシ化、前面窓ならびに戸袋窓のHゴム固定化、前照灯のシールドビーム2灯化、後部標識灯の埋込型化等が施工されている。
導入後は東濃鉄道在籍当時と同じく両車の固定編成を組成し運用されたが、1200形（元西武501系電車）の導入に伴って1981年（昭和56年）6月8日付でクハ55が廃車になった後は、同時期に編成相手を失ったクハ52と編成された。
モハ1002は1200形が主力車両となった後も予備車として在籍したが、1987年（昭和62年）に1300形（元西武551系電車）「あかぎ」が導入されたことに伴って、クハ52とともに翌1988年（昭和63年）1月8日付で廃車となり、解体処分された。